# The 30th Anniversary Concert Celebration
The 30th Anniversary Concert Celebration is een live-dubbelalbum dat in 1993 is uitgebracht als eerbetoon aan het dertigjarig jubileum van Bob Dylan. Het is de registratie van een grootschalig concert dat werd gehouden op 16 oktober 1992 in New York. Er werd deelgenomen door een groot aantal prominente artiesten, onder wie Johnny Cash, June Carter Cash, Kris Kristofferson, Tracy Chapman, Eric Clapton, The Band (met enkele nieuwe leden), Chrissie Hynde, Tom Petty, Willie Nelson, Lou Reed, Neil Young, Eddie Vedder, George Harrison en Stevie Wonder. Het repertoire bestond uitsluitend uit nummers van Bob Dylan, zowel bekende als minder bekende. 

## Introductie
Bob Dylan heeft op 19 maart 1962 zijn eerste album uitgebracht, dat als titel zijn naam droeg. Dat was aanleiding tot een groot jubileumconcert op 16 oktober 1992 in Madison Square Garden in New York waar een groot aantal uiteenlopende artiesten acte de présence gaf. De muzikanten werden begeleid door Booker T. & the M.G.'s, bestaande uit Booker T. Jones (orgel en keyboards), Donald “Duck” Dunn (basgitaar) en Steve Cropper (gitaar), aangevuld met Anton Fig en Jim Keltner (beiden drums). Tot de achtergrondzangers en -zangeressen behoorden Sheryl Crow, Sue Medley, Christine Ohlman, Curtis King, Brenda White King en Dennis Collins. De muzikale leider van dit megaconcert, tevens 'sideman' voor een aantal artiesten, was G.E. Smith, die in de beginperiode 1988-1990 de leadgitarist was geweest bij Bob Dylans Never Ending Tour.

## Muziek
De muziek die tijdens dit concert werd gespeeld was gevarieerd: stevige gitaarrock (onder anderen door Neil Young, Ron Wood en Johnny Winter), akoestische muziek (Tracy Chapman, Richie Havens, Eddie Vedder en Mike McCready), country (Johnny Cash, June Carter Cash, Kris Kristofferson, Mary Chapin Carpenter, Willie Nelson en Shawn Colvin) en blues (Eric Clapton). Een van de laatste nummers was My back pages, waarin achtereenvolgens Roger McGuinn, Tom Petty, Neil Young, Eric Clapton, Bob Dylan en George Harrison ieder een couplet zongen en gitaarsolo's werden gespeeld door Clapton en Young. Voor Knockin' on heaven's door kwamen alle muzikanten samen op het podium. Het refrein werd gezongen door alle deelnemers tezamen en de coupletten door Bob Dylan. Tot slot zong Dylan solo het akoestische nummer Girl from the north country.

## Album
De dubbel-cd van dit concert is uitgebracht op 24 augustus 1993 en behaalde een veertigste plaats in de Amerikaanse albumlijst. De albums zijn geproduceerd door Jef Rosen en Don DeVito met ondersteuning van uitvoerende producers Jeff Kramer en Kevin Wall en co-producers Harvey Goldsmith en Ed Simons. De hoes bestaat uit een uitklapbaar boekwerkje waarin alle teksten zijn opgenomen met een overzicht per nummer van de artiesten en overige medewerkers. Het boekje bevat veel foto’s van de meewerkende artiesten. Het hoesontwerp is van Chris Austopchuk en Jim de Barros, de foto’s zijn gemaakt door Ken Regan en de digitale bewerkingen door Richard O. White.
Enkele opnamen (bijvoorbeeld My back pages) moesten voor de cd-uitgave worden overgedubd met repetitiefragmenten door technische problemen tijdens het concert. Niet alle optredens kwamen op de cd's terecht. Opvallende omissies waren I want you door Sophie B. Hawkins (het gerucht ging dat Dylan haar versie verafschuwde) en If not for you door George Harrison met slidegitaar van G.E. Smith. Diens eigen optreden met From a Buick 6 en Lay lady lay door Booker T. Jones ontbraken eveneens. Het optreden van de rebelse Sinéad O'Connor werd door een rumoerig protesterende zaal verijdeld, zodat het werd afgebroken. Ze had enkele weken eerder in de tv-show Saturday Night Live paus Johannes Paulus II heftig bekritiseerd en dat werd haar kwalijk genomen. Kris Kristofferson steunde haar, maar Dylan nam het niet voor haar op. Op de cd werd O'Connors luid voorgedragen statement vervangen door de opname van I believe in you van haar voorafgaande repetitie, als allerlaatste track.  
In maart 2014 is een dvd van het concert uitgebracht. Daarbij is de synchronisatie van beeld en geluid niet bij alle optredens perfect, wat te herleiden is tot de technische problemen bij het concert. 

### Tracklist
Disc 1
1. Like a rolling stone – John Mellencamp
2. Leopard-skin pill-box hat – John Mellencamp
3. Introductie door Kris Kristofferson
4. Blowin' in the wind – Stevie Wonder
5. Fool of pride – Lou Reed
6. Masters of war – Eddie Vedder en Mike McGready
7. The times they are a-changin' – Tracy Chapman
8. It ain't me babe – June Carter Cash, Johnny Cash
9. What was it you wanted – Willie Nelson
10. I'll Be Your Baby Tonight – Kris Kristofferson
11. Highway 61 revisited – Johnny Winter
12. Seven days – Ron Wood
13. Just like a woman – Richie Havens
14. When the ship comes in – The Clancy Brothers met Robbie O’Connell en Tommy Makem
15. You ain't goin' nowhere – Mary Chapin Carpenter, Rosanne Cash, Shawn Colvin

Disc 2
1. Just like Tom Thumbs blues – Neil Young
2. All along the watchtower – Neil Young
3. I shall be released – Chrissie Hynde
4. Don't think twice, it's all right – Eric Clapton
5. Emotionally yours – The O’Jays
6. When I paint my masterpiece – The Band
7. Absolutely sweet Marie – George Harrison
8. Licence to kill – Tom Petty & The Heartbreakers
9. Rainy day women #12 & 35 - Tom Petty & The Heartbreakers
10. Mr. tambourine man – Roger McGuinn met Tom Petty & The Heartbreakers
11. It's alright, ma (I'm only bleeding) – Bob Dylan
12. My back pages – Bob Dylan, Roger McGuinn, Tom Petty, Neil Young, Eric Clapton, George Harrison
13. Knockin' on heaven's door – iedereen
14. Girl from the north country – Bob Dylan
15. I believe in you – Sinead O'Connor (opname van de repetitie)